# Krasnokamskij rajon (Kraj di Perm')
Il Krasnokamskij rajon (in russo Краснокамский район?) è un distretto municipale del Territorio di Perm', in Russia; il capoluogo è Krasnokamsk. Ricopre una superficie di 1977 chilometri quadrati.